# Tách biệt
Tách biệt (tiếng Anh: Split) là một bộ phim giật gân kinh dị tâm lý do M. Night Shyamalan đạo diễn và viết kịch bản. Phim có sự tham gia của James McAvoy, Anya Taylor-Joy và Betty Buckley. Nội dung phim xoay quanh Kevin Wendell Crumb, một người đàn ông với 23 nhân cách khác nhau bắt cóc và giam hãm ba cô gái trẻ trong một căn hầm cô lập dưới lòng đất.
Quá trình quay phim chính bắt đầu ngày 11 tháng 11 năm 2015 tại Philadelphia, Pennsylvania. Phim ra mắt tại Fantastic Fest vào ngày 26 tháng 9 năm 2016 và được Universal Pictures công chiếu tại Hoa Kỳ ngày 20 tháng 1 năm 2017. Phim nhận được đánh giá tích cực, một vài nhà phê bình khen ngợi sự trở lại của Shyamalan. Phim cũng có doanh thu phòng vé thành công khi thu về $278,3 triệu toàn cầu so với kinh phí $9 triệu. Tách biệt khởi chiếu tại Việt Nam ngày 17 tháng 2 năm 2017.
Đây là phần tiếp theo của bộ phim năm 2000 Unbreakable cũng do M. Night Shaymalan đạo diễn, sản xuất và viết kịch bản. Phần tiếp theo mang tên Glass công chiếu năm 2019 được xác nhận, kết hợp diễn viên của hai phim.